# Campionato caraibico femminile di pallavolo 2010
Il XIII campionato caraibico femminile di pallavolo si è svolto dall'8 agosto al 15 agosto 2010 a Paramaribo, in Suriname. Al torneo hanno partecipato 7 squadre nazionali nordamericane e la vittoria finale è andata per la quarta volta a Trinidad e Tobago.

## Squadre partecipanti
- Antille Olandesi
- Bahamas
- Barbados
- Dominica
- Giamaica
- Isole Vergini Americane
- Suriname
- Trinidad e Tobago

## Gironi
| Girone A                                    | Girone B                                                   |
| ------------------------------------------- | ---------------------------------------------------------- |
| Antille Olandesi Dominica Giamaica Suriname | Bahamas Barbados Isole Vergini Americane Trinidad e Tobago |

## Fase finale

### Finali 1º e 3º posto
|  | Quarti                  | Quarti                  |                   |                         | Semifinali         | Semifinali         |  |  | Finale 1º/2º posto | Finale 1º/2º posto |
|  |                         |                         |                   |                         |                    |                    |  |  |                    |                    |
|  |                         |                         |                   |                         |                    |                    |  |  |                    |                    |
|  |                         |                         |                   |                         |                    |                    |  |  |                    |                    |
|  | -                       | -                       |                   |                         |                    |                    |  |  |                    |                    |
|  | -                       | -                       |                   |                         |                    |                    |  |  |                    |                    |
|  | -                       | -                       |                   |                         |                    |                    |  |  |                    |                    |
|  | -                       | -                       | Trinidad e Tobago | 3                       |                    |                    |  |  |                    |                    |
|  |                         |                         | Trinidad e Tobago | 3                       |                    |                    |  |  |                    |                    |
|  |                         | Barbados                | 0                 |                         |                    |                    |  |  |                    |                    |
|  | Antille Olandesi        | Barbados                | 0                 | 1                       |                    |                    |  |  |                    |                    |
|  | Antille Olandesi        |                         |                   | 1                       |                    |                    |  |  |                    |                    |
|  | Barbados                | 3                       |                   |                         |                    |                    |  |  |                    |                    |
|  | Barbados                | 3                       | Trinidad e Tobago | 3                       |                    |                    |  |  |                    |                    |
|  |                         |                         | Trinidad e Tobago | 3                       |                    |                    |  |  |                    |                    |
|  |                         | Suriname                | 0                 |                         |                    |                    |  |  |                    |                    |
|  | -                       | Suriname                | 0                 | -                       |                    |                    |  |  |                    |                    |
|  | -                       |                         |                   | -                       |                    |                    |  |  |                    |                    |
|  | -                       | -                       |                   |                         |                    |                    |  |  |                    |                    |
|  | -                       | -                       | Suriname          | 3                       | Finale 3º/4º posto | Finale 3º/4º posto |  |  |                    |                    |
|  |                         |                         | Suriname          | 3                       | Finale 3º/4º posto | Finale 3º/4º posto |  |  |                    |                    |
|  |                         | Isole Vergini Americane | 1                 |                         |                    |                    |  |  |                    |                    |
|  | Giamaica                | Isole Vergini Americane | 1                 | 2                       | Barbados           | 3                  |  |  |                    |                    |
|  | Giamaica                |                         |                   | 2                       | Barbados           | 3                  |  |  |                    |                    |
|  | Isole Vergini Americane | 3                       |                   | Isole Vergini Americane | 0                  |                    |  |  |                    |                    |
|  | Isole Vergini Americane | 3                       |                   |                         | 0                  |                    |  |  |                    |                    |
|  |                         |                         |                   |                         |                    |                    |  |  |                    |                    |
|  |                         |                         |                   |                         |                    |                    |  |  |                    |                    |

## Classifica finale
| Classifica | Squadre                 | Qualificazione                |
| ---------- | ----------------------- | ----------------------------- |
|            | Trinidad e Tobago       | Campionato nordamericano 2011 |
|            | Suriname                |                               |
|            | Barbados                |                               |
| 4          | Isole Vergini Americane |                               |
| 5          | Giamaica                |                               |
| 6          | Antille Olandesi        |                               |
| 7          | Bahamas                 |                               |
| 8          | Dominica                |                               |